# Wörthsee (meer)
Wörthsee  is een meer in de Duitse deelstaat Beieren met een oppervlakte van 4,3 km². Het meer ligt in het district Starnberg, circa 25 km ten westen van München. In het noorden grenst het meer aan de gemeente Wörthsee.